# Río Ibirapuitã
El río Ibirapuitã es un río brasileño que atraviesa el estado de Rio Grande do Sul. Desemboca en el río Ibicuí, el cual desemboca a su vez en el río Uruguay, perteneciendo así a la Cuenca del Plata. Su nacimiento se ubica en la Cuchilla de Haedo (Coxilha de haedo en portugués), próxima a la ciudad de Rivera, en la frontera con Uruguay.